# ケヴィン・ティリ
ケヴィン・ティリ（Kévin Peter Patrice Tillie、1990年11月2日 - ）は、フランスの男子バレーボール選手。

## 来歴
カーニュ＝シュル＝メール出身。
トンプソン・リバーズ大学で2年間過ごした後カリフォルニア大学アーバイン校に移り、卒業後ポルト・ラヴェンナ・バレーでプロ選手のキャリアを始める。
2015年にポーランドリーグのZAKSAケンジェジン＝コジレに移籍すると、チームの2連覇に貢献した。
フランス代表としては、2016年リオデジャネイロオリンピックと2020年東京オリンピックに出場。東京オリンピックでは初のオリンピックメダルとなる金メダルを獲得した。

## 人物
父親は元フランス代表監督のロラン・ティリ。
兄弟はともにバスケットボール選手。兄のキムと弟のキリアンがいる。

## 所属チーム
- トンプソン・リバーズ大学（英語版）（2009-2011年）
- カリフォルニア大学アーバイン校（2011-2013年）
- ポルト・ラヴェンナ・バレー（英語版）（2013-2014年）
- アルカス・スポル・イズミル（英語版）（2014-2015年）
- ZAKSAケンジェジン＝コジレ（英語版）（2015-2017年）
- 北京汽車（中国語版）（2017-2019年）
- モデナ・バレー（2019年）
- プロジェクト・ワルシャワ（英語版）（2019-2020年）
- トップ・バレー・ラティーナ（2020-2021年）
- トゥールVB（2021-2022年）
- プロジェクト・ワルシャワ（英語版）（2022年-）

## 球歴
- フランス代表（2012年-）
  - オリンピック - 2016リオデジャネイロ、2020東京、2024パリ
  - 欧州選手権 - 2015年、2019年
  - ワールドリーグ - 2015年、2016年
  - ネーションズリーグ - 2018年、2021年

## 受賞歴
- 2017年 - ポーランドカップ - ベストレシーバー